# Vízenergia Magyarországon
A vízenergia Magyarországon nem tölt be számottevő szerepet. 2015-ben mindössze 57 MW volt a magyar vízerőművek összkapacitása.
Újabb vízerőművek kiépítését az országban a nem megfelelő földrajzi elhelyezkedés (nagy esésű folyók hiánya) és a társadalmi ellenállás is akadályozza. [forrás?]

## Magyar vízerőművek listája
- Kiskörei vízerőmű - 28 MW
- Tiszalöki vízerőmű - 12,9 MW
- Kesznyéteni vízerőmű - 4,4 MW[1]
- Ikervári vízerőmű - 2,28 MW

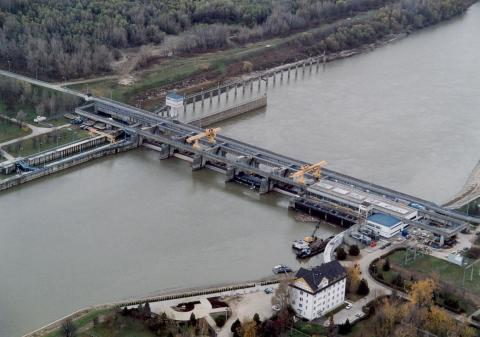
Kiskörei vízerőmű

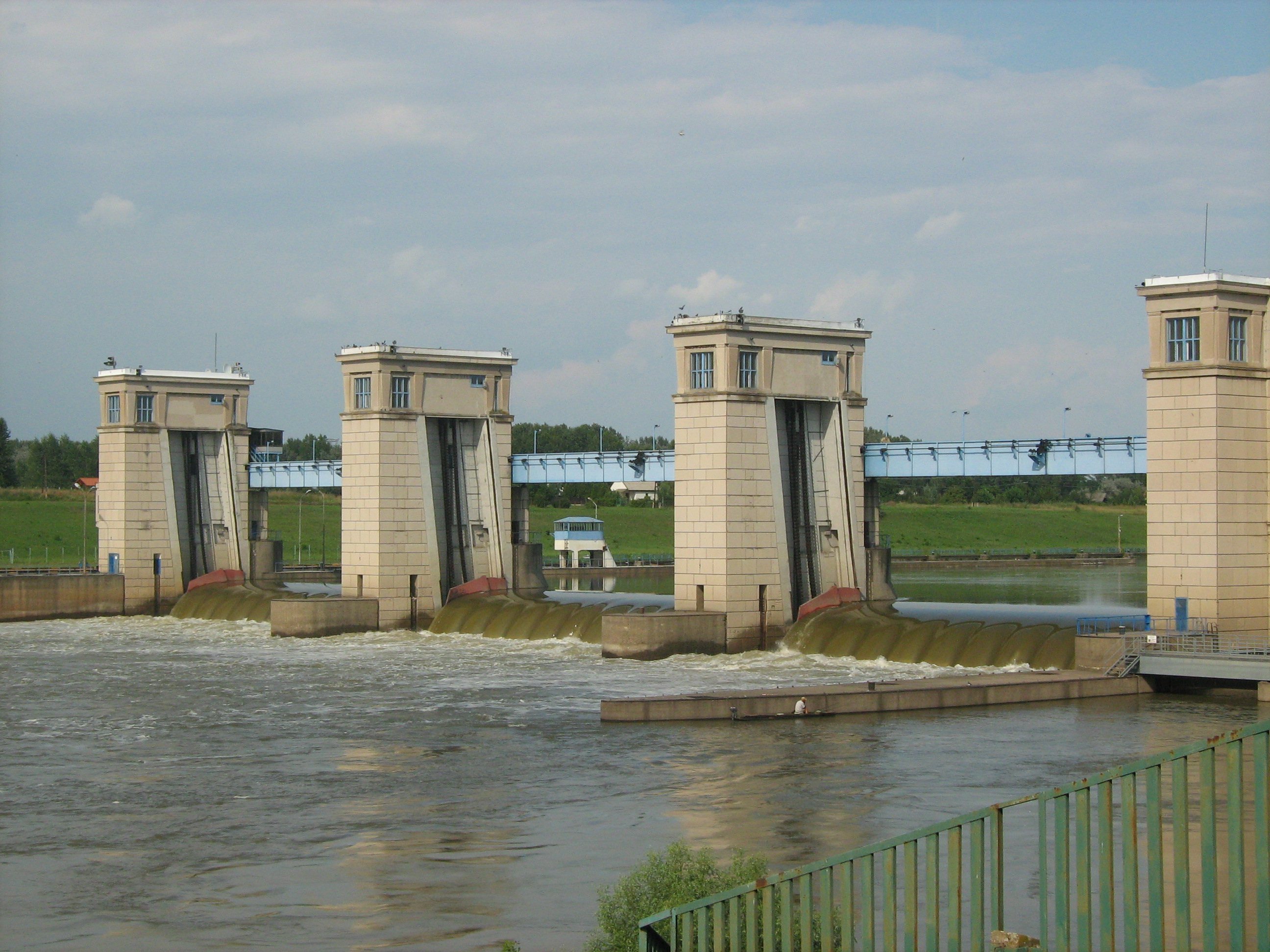
Tiszalöki vízerőmű

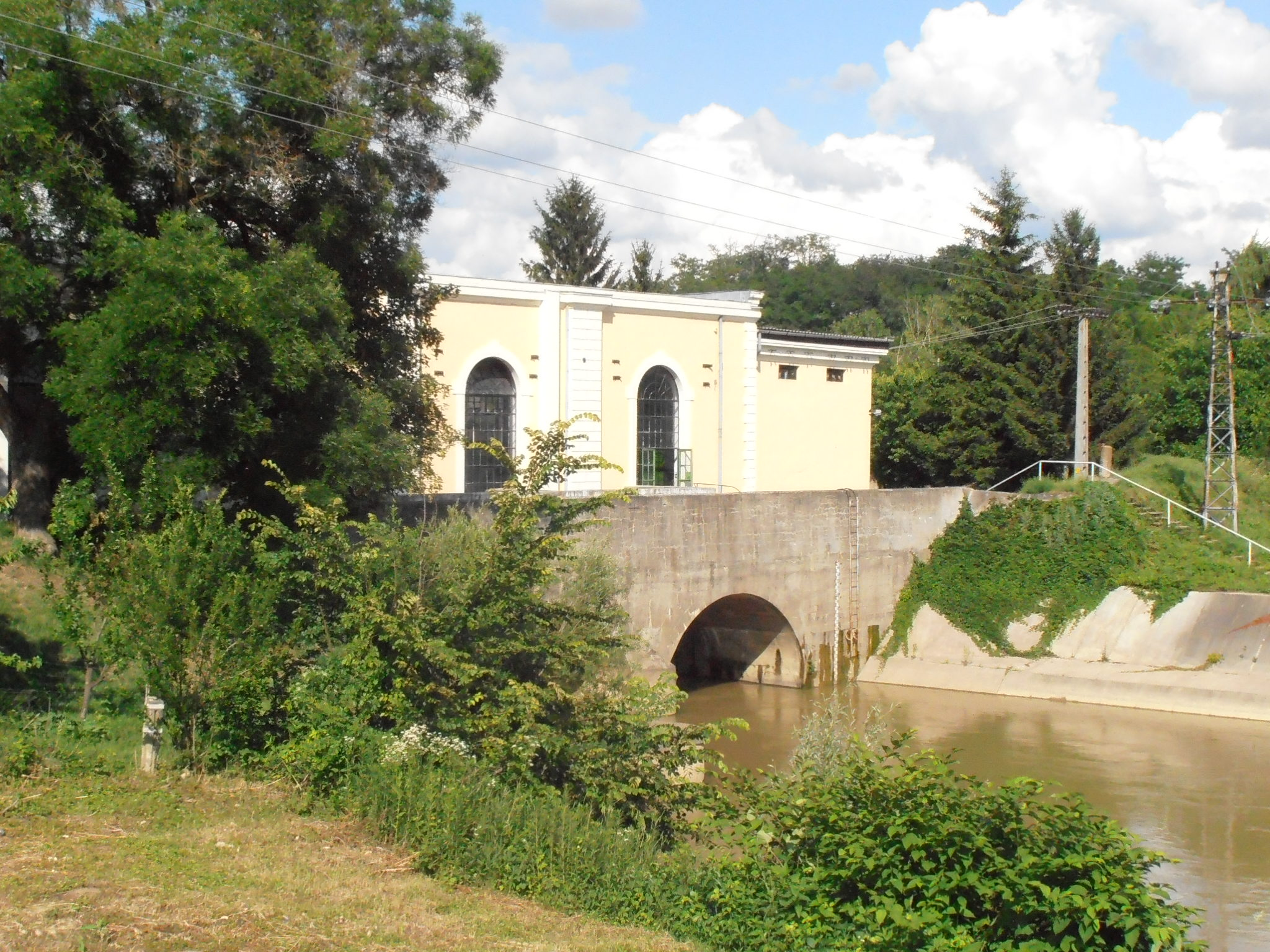
Gibárti vízerőmű

- Békésszentandrási duzzasztó - 2 MW
- Kenyeri vízerőmű - 1,54 MW[1]
- Gibárti vízerőmű - 1 MW[2]
- Felsődobszai vízerőmű - 940 kW[3]
- Csörötneki vízerőmű - 485 kW[1]
- Körmendi vízerőmű[3] - 240 kW
- Alsószölnöki vízerőmű - 200 kW
- Pornóapáti vízerőmű - 113 kW[1]
- Szentpéterfai vízerőmű - 50 kW[1]
- Kvassay szivattyútelep és vízerőmű - csupán időszakosan termel áramot
- Sió zsilip vízerőmű, Keselyűs
- Szentgotthárd vízerőmű

## Elvetett tervek
Magyarország legjelentősebb vízerőműve a Bős-nagymarosi vízlépcső lett volna (Bős - 720 MW; Nagymaros - 160 MW), melyet Csehszlovákiával közösen üzemeltettek volna. A vízlépcsőről szóló nemzetközi szerződést a magyar fél a növekvő társadalmi ellenállás miatt 1992 májusában felmondta, amelyre válaszul októberben Szlovákia Dunacsún mellett egyoldalúan elterelte a Dunát majd üzembe helyezte a módosított formájában kiépített Bősi erőművet.
Az ENSZ Nemzetközi Bíróság a két ország vitájában mindkét felet elmarasztalta és kétoldalú tárgyalásokra kötelezte, ami csak 2024-ben kezdődött el érdemben.
A projekt bukása következtében Magyarországon egyfajta tabuvá vált a vízerőművek építése. A magyar kormány ellenzi Horvátország azon terveit is, amelyek a Dráva közös horvát-magyar szakaszain (Barcs, Novo Virje) létesítenének vízerőműveket.

## Lehetséges fejlesztések
Potenciális vízerőművek létesítéséről rendszeresen jelennek meg tervek. Felmerült, hogy a Paks 2 projekt részeként, a Duna szükséges felduzzasztása keretében egy vízerőmű is épülhetne. Emellett a Duna jobb hajózhatóságának biztosítása érdekében felvetették a nagymarosi erőmű befejezését, illetve más vízerőművek (Fajsz, Adony) kiépítését. Hivatalosan azonban egyik terv sem kapott támogatást.
Külön említést érdemelnek az úgynevezett szivattyús-tározós vízerőművek. Az ilyen erőműveket magas hegyekre építik, ahova mesterségesen szivattyúzzák fel a víztározók vizét, majd energiát termelve leeresztik. Az ilyen erőművek célja a villamosenergia rendszerek rugalmatlanságának kiegyensúlyozása, ami például nagy variablilitású szél- és naperőművek működéséből adódhat. Magyarországon több helyszínen is felmerült (Prédikálószék, Aranyosi-völgy) ilyen erőművek kiépítése, azonban eddig egyik terv sem jutott el a megvalósításig.
2017-ben a Mátrai Erőmű bejelentette, hogy egy 600 MW-os kapacitású szivattyús-tározós erőművet építene a Mátrában.
Magyarországon a közeljövőben elsősorban mini-vízerőművek építésére lehet számítani. Ilyet alakítottak ki 2016-ban a tapolcai Malom-tónál is, a malomkerék felújításakor. 2017-ben Szentgotthárdon adtak át egy mini-vízerőművet.

## Galéria

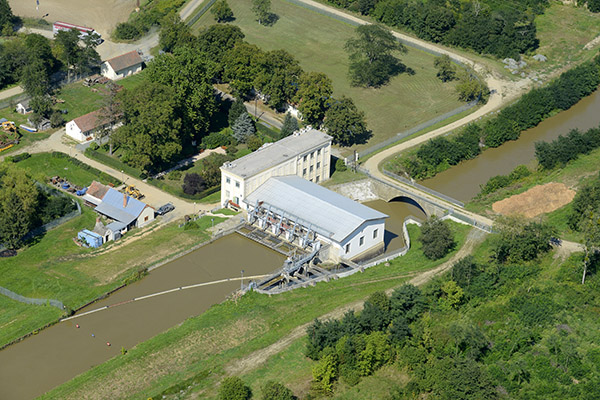
Ikervári vízerőmű
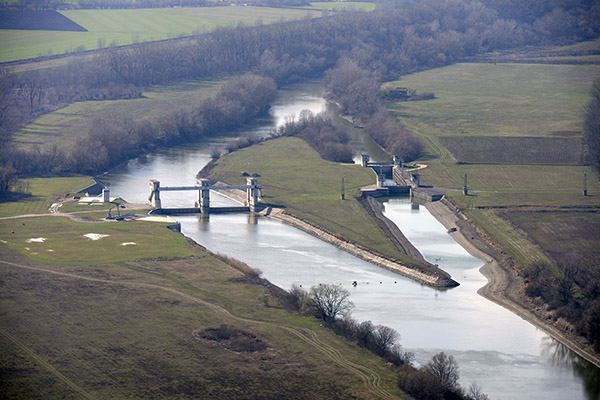
Békésszentandrási vízerőmű
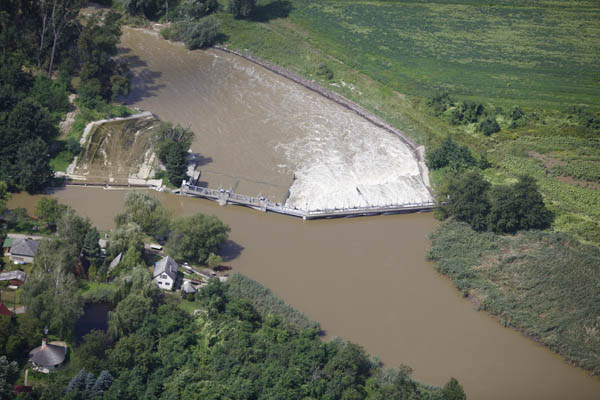
Felsődobszai vízerőmű
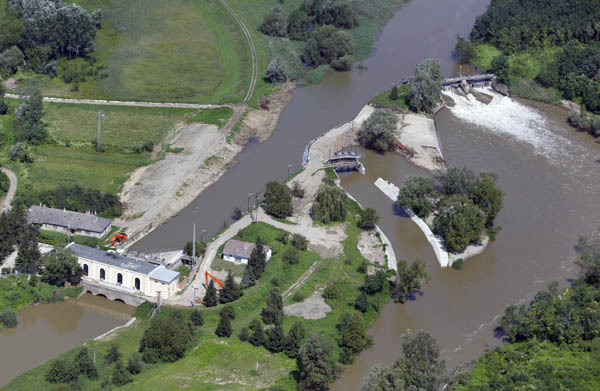
Gibárti vízerőmű
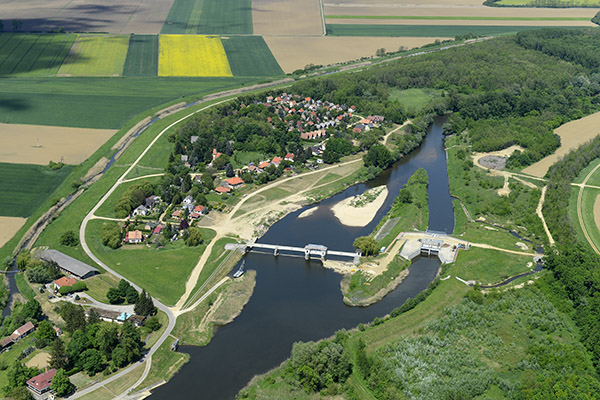
A nicki duzzasztómű
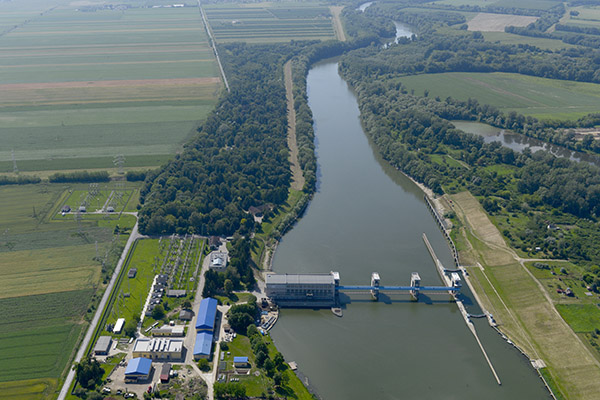
Tiszalöki vízerőmű
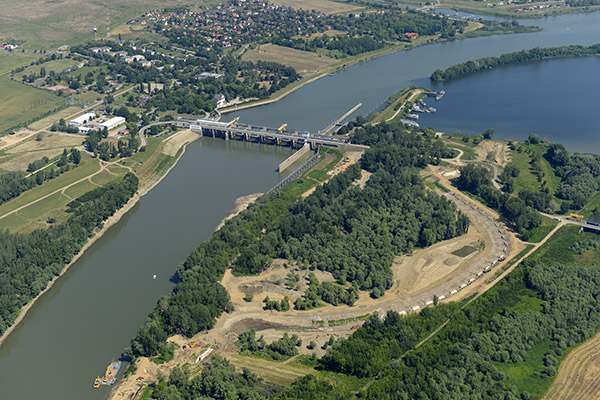
Kiskörei vízerőmű